# Antoine-Gabriel Jars
Pour les articles homonymes, voir Jars (homonymie).
Antoine Gabriel Jars est un homme politique français né le 9 janvier 1774 à Lyon et mort le 16 mars 1857 à Paris.

## Biographie
Issu d'une famille d'ingénieurs qui dirigeaient les Mines de cuivre de Chessy et de Sain-Bel et y ont fait fortune, Antoine-Gabriel Jars est le fils de Gabriel Jars l'aîné (1729-1808), inspecteur général des mines et membre correspondant de l'Académie des sciences, et le neveu de Gabriel Jars le jeune (1732-1769).
Il est capitaine du génie, avant de devenir négociant à Lyon. 
Adjoint au maire de Lyon pendant les Cent-Jours, il présente les clefs de la ville à Napoléon revenant de l'île d'Elbe, est nommé maire de Lyon, et dut se démettre de ces fonctions au retour de Louis XVIII. À partir de ce moment, il se signale dans les réunions publiques comme libéral. 
Le 17 novembre 1827, il est élu député, vote avec le centre gauche et signe l'adresse des 221. Il est réélu, le 23 juin 1830, et devint secrétaire de la Chambre, en août 1830.

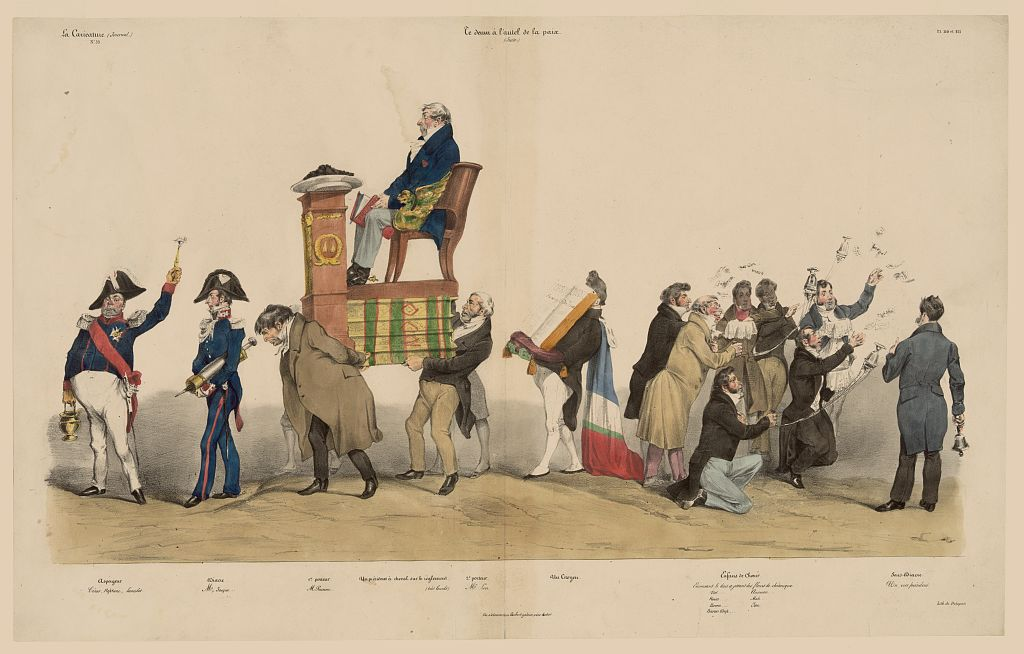
« Te deum à l'autel de la paix »
Dessin de Grandville paru dans La Caricature en novembre 1831.
De gauche à droite : L'aspergeur, le général Georges Mouton ; le diacre, le général Jean-François Jacqueminot ; un président à cheval sur le règlement, Amédée Girod de l'Ain ; 1er porteur, Clément-François-Victor-Gabriel Prunelle ; 2e porteur, Benjamin-François Levrault ; un citoyen, le roi Louis-Philippe Ier, le visage caché par un livre ; les enfants de chœur, Jean Vatout, Auguste Hilarion de Kératry, Alphonse-Marie-Marcellin-Thomas Bérenger, Antoine Gabriel Jars, Alphonse Jacques Mahul, Auguste Victor Hippolyte Ganneron ; le sous-diacre.

Rallié au gouvernement de Louis-Philippe, il est successivement réélu député dans le même arrondissement : le 5 juillet 1831, le 21 juin 1834, le 4 novembre 1837, le 2 mars 1839. Il se prononce en faveur de l'inamovibilité de la magistrature, de la loi contre les associations, et de la demande de crédits supplémentaires destinés à l'armée ; soutient la plupart des ministères, et échoue, aux élections du 9 juillet 1842.
Il était également conseiller général du Rhône.
Il est inhumé au cimetière de Montmartre, 5e division.

## Sources
1. ↑  Catalogue des fonds musicaux conservés en Haute-Normandie 2877753336  
Joann Elart - 2004  Julie, ou le Pot de fleurs  Livret d Antoine- Gabriel Jars (1774-1857). - Paris, Opéra-Comique (Favart), 12 mars 1805.

- « Dictionnaire des parlementaires français de 1789 à 1889 (Adolphe Robert, Edgar Bourloton et Gaston Cougny) », sur gallica BNF (consulté le 4 janvier 2014)